# Valentin Plătăreanu
Valentin Plătăreanu (n. 30 ianuarie 1936, București, România – d. 16 aprilie 2019, Germania) a fost un actor și profesor de actorie româno-german.

## Biografie
În perioada 1958-1980, a interpretat peste 30 de roluri principale în piese de teatru jucate pe scena Teatrului de Comedie din București și a îndeplinit funcția de director adjunct al instituției. În anii 1978–1979 a regizat piesele Hernani de Victor Hugo; Mult zgomot pentru nimic de William Shakespeare și Rivalii de Richard Brinsley Sheridan.
În 1983, Valentin Plătăreanu a părăsit România și s-a stabilit în Germania împreună cu soția sa, Doina, și cu fiica sa, Alexandra Maria Lara.
În 1992, el a înființat Școala de Actorie de la Charlottenburg (Schauspielschule Charlottenburg) împreună cu partenerul său, Henner Oft.
Împreună cu fiica sa, Alexandra Maria Lara, a scris cartea Und Bitte! Die Rolle unseres Lebens (Kindler-Verlag, München, 2010), ISBN 978-3-463-40574-2.

## Filmografie
- Mîndrie (1961)
- Partea ta de vină... (1963)
- Răscoala (1966)
- Serata (1971)
- Frații Jderi (1974)
- Ștefan cel Mare - Vaslui 1475 (1975)
- Cursa (1975)
- Cuibul salamandrelor (1977) - Ionescu
- Ediție specială (1978)
- Pentru patrie (1978) - căpitanul Gogu Rahovany
- Din nou împreună (1978) - directorul general
- Totul pentru fotbal (1978)
- Drumuri în cumpănă (1979)
- Un om în loden (1979)
- Ora zero (1979)
- Jachetele galbene (1979) - Traian Feneșan
- Inspectorul broaștelor (1979) - Georgel Demetrian
- Șantaj (1981)
- Punga cu libelule (1981)
- Duelul (1981)
- Am o idee!... (1981) - Sandu
- Ana și „hoțul” (1981)
- Grăbește-te încet (1982)
- Liniștea din adîncuri (1982) - servitorul Matei
- O lebădă iarna (1983)
- Kleine Panne - Keine Panik (1985)
- Close Up (1986) - Wissenschaftler
- Zum Beispiel Otto Spalt (1987) - omul de știință de la KGB
- Vorwärts (1990) - Avocat
- Mulo (1992)
- Enemy at the Gates (2001) - generalul Schmidt
- Berlin Is in Germany (2001) - Victor Valentin
- Fallen Snow (2003) - colonelul
- Cowgirl (2004) - șeful gangesterilor din filmul noir
- Der Fischer und seine Frau (2005) - Radu Popescu
- Offset (2006) - dl. Herghelegiu
- Free Rainer (2007) - bunicul lui Pegah
- Flores (scurtmetraj, 2008) - Gabriel Ramos
- Braams - Kein Mord ohne Leiche (2008) - Walther Bredow

## Filme de televiziune
- Cadavrul viu (1975)
- Rivalii (1976)
- Jucătorii de cărți (1977)
- Schimanski: Asyl - generalul · WDR
- Tatort. Der Prügelknabe (1997) - Milic · ARD
- Für alle Fälle Stefanie - dl. Marquardt · Sat.1
- Siebenstein · ZDF
- Tatort - dr. Salewic · SWR
- Ich schenk dir meinen Mann 2 (2001) - Jaruslaw · ZDF
- Die achte Todsünde: Gespensterjagd (2001) - Liwinsky · ARD
- Victor Klemperer - Natschew · ARD
- Tatort. Undercover Camping (2003) - Emilio · ARD
- Liebling Kreuzberg · ARD
- Grosse Freiheit
- Todesspiel (2 părți) · ZDF